# 흡열 반응
흡열 반응(吸熱反應, 영어: endothermic reaction)은 화학에서 계가 열을 흡수함으로써 진행되는 반응이다. 반대되는 반응은 발열 반응이다. 흡열 반응에 의해서 주위는 열을 뺏기고, 열이 반응에 사용됨에 따라서 생성물의 엔탈피는 반응물에 비하여 증가한다. 대표적인 흡열 반응으로는 융해와 기화 반응이 존재한다. 이때 전체적인 계의 온도는 대체로 내려가게 되므로, 인간은 땀의 기화를 통해서 체온을 조절할 수 있다. 예)  냉찜질 팩 안에는 질산 암모늄과 물이 들어있는데 두 물질이 만나 반응하면 차가워진다.

## 같이 보기
- 발열 반응
- 화학 반응
- Endothermic Definition - MSDS Hyper-Glossary